# Tudorella mauretanica
Tudorella mauretanica is een slakkensoort uit de familie van de Pomatiidae. De wetenschappelijke naam van de soort is voor het eerst geldig gepubliceerd in 1898 door Pallary.